# Рассвет (Курская область)
Рассве́т (до середины XX века — Узник) — деревня в Конышёвском районе Курской области России. Входит в состав Ваблинского сельсовета.

## География
Деревня находится в бассейне реки Вабля (приток реки Прутище в бассейне Сейма), в 71,5 км от российско-украинской границы, в 59 км к северо-западу от Курска, в 18 км к северо-западу от районного центра — посёлка городского типа Конышёвка, в 3,5 км от центра сельсовета — села Вабля.
Климат
Рассвет, как и весь район, расположен в поясе умеренно континентального климата с тёплым летом и относительно тёплой зимой (Dfb в классификации Кёппена).
Часовой пояс
Деревня Рассвет, как и вся Курская область, находится в часовой зоне МСК (московское время). Смещение применяемого времени относительно UTC составляет +3:00.

## Этимология
Первоначальное название Узник деревня получила по ручью, на котором расположена. Название ручья, вероятно, происходит от тюркского слова Узень (тюрк. özen), переводящегося как река.

## История
До середины XX века деревня называлась Узник.
В XVII—XVIII веках деревня входила в состав Свапского стана Рыльского уезда.
По данным 3-й ревизии 1762 года в Узнике жили однодворцы Берловы, Жикулины, Карелкины, Картамышевы, Труновы, Юшковы и другие.
До отмены крепостного права в 1861 году Узник был частично казённой, частично владельческой деревней. В 1862 году здесь было 47 дворов, проживало 610 человек (302 мужского пола и 308 женского). Узник был частью прихода храма Никиты Готского села Яндовище.
В начале XX века деревня входила в состав Ваблинской волости Дмитриевского уезда.  В 1902 году в Узнике проживало 586 человек (295 мужского пола и 291 женского).
В 1937 году в деревне было 133 двора.
По состоянию на 1955 год в деревне Узник находился центр колхоза имени Литвинова.
После 1955 года деревня Узник была переименована в Рассвет.

## Население
| 2002 | 2010 |
| ---- | ---- |
| 80   | ↘45  |

## Инфраструктура
Личное подсобное хозяйство. В деревне 50 домов.

## Транспорт
Рассвет находится в 29,5 км от автодороги федерального значения М2 «Крым» (Москва — Тула — Орёл — Курск — Белгород — граница с Украиной, с подъездами к Туле, Орлу, Курску, Белгороду и историко-архитектурному комплексу «Одинцово»), в 10,5 км от автодороги регионального значения 38К-038 (Фатеж — Дмитриев), в 0,5 км от автодороги 38К-005 (Конышёвка — Жигаево — 38К-038), в 3 км от автодороги межмуниципального значения 38Н-142 (38К-005 — Рыжково — Лукьянчиково), в 11,5 км от ближайшей ж/д станции Соковнинка (линия Навля — Льгов I).
В 167 км от аэропорта имени В. Г. Шухова (недалеко от Белгорода).